# Општина Сремски Карловци
Општина Сремски Карловци је општина у Републици Србији. Налази се у Војводини и спада у Јужнобачки округ. По подацима из 2004. општина заузима површину од 51 km² (од чега на пољопривредну површину отпада 2496 ha).
Седиште општине је градско насеље Сремски Карловци. Општина Сремски Карловци се састоји од 1 насеља. По подацима из 2002. године у општини је живело 8750 становника. По подацима из 2004. природни прираштај је износио -6,5‰, a број запослених у општини износи 810 људи. У општини се налази 1 основна и 1 средња школа.

## Демографија
| Етнички састав према попису из 2011.‍ | Етнички састав према попису из 2011.‍ | Етнички састав према попису из 2011.‍ | Етнички састав према попису из 2011.‍ | Етнички састав према попису из 2011.‍ |
| ------------------------------------ | ------------------------------------ | ------------------------------------ | ------------------------------------ | ------------------------------------ |
|                                      |                                      |                                      |                                      |                                      |
| Срби                                 | Срби                                 |                                      | 6.820                                | 77,94%                               |
| Хрвати                               | Хрвати                               |                                      | 576                                  | 6,58%                                |
| Регионално опредељени                | Регионално опредељени                |                                      | 244                                  | 2,79%                                |
| Мађари                               | Мађари                               |                                      | 182                                  | 2,08%                                |
| остали                               | остали                               |                                      | 394                                  | 4,50%                                |
| неизјашњени                          | неизјашњени                          |                                      | 534                                  | 6,10%                                |
| укупно: 8.750                        |                                      |                                      |                                      |                                      |